# Jan Lammers (atleta)
Jan Lammers   (Drachten, 30 de setembre de 1926 - Drachten, 1 de setembre de 2011) fou un atleta neerlandès, especialista en curses de velocitat, que va competir durant les dècades de 1940 i 1950.
El 1948 va prendre part en els Jocs Olímpics de Londres, on disputà dues proves del programa d'atletisme. Fou sisè en la cursa dels 4x100 metres, mentre en els 200 metres quedà eliminat en sèries. Una lesió va impedir la seva participació als Jocs de Hèlsinki de 1952.
En el seu palmarès destaquen una medalla de bronze en els 100 metres del Campionat d'Europa d'atletisme de 1950, i tres campionats nacionals, un dels 100 metres i dos dels 200.

## Millors marques
- 100 metres. 10.6" (1948)
- 200 metres. 21.6" (1948)[1][3]